# Rosa Faccaro
Rosa Julia Faccaro (Argentina, 3 de julio de 1931 - 22 de enero de 2019) fue una crítica y teórica de arte, docente y pintora argentina de destacada trayectoria. Se especializó en arte precolombino, arte textil y arte contemporáneo. A lo largo de su carrera defendió al feminismo y los derechos de las mujeres, lo que la motivó a difundir la obra de artistas argentinas. Perteneció y colaboró activamente con diversas asociaciones dedicadas al campo del arte. Fue curadora de la Primera Bienal de Arte Contemporáneo en Florencia, Italia en 1997. Recibió múltiples reconocimientos y premios tanto nacionales como internacionales, entre ellos el de la Asociación Argentina de Críticos de Arte en 1986 y fue laureada por su labor crítica de la mano de la Sociedad Argentina de Artistas Plásticos en 1992.

## Biografía y trayectoria profesional
Rosa Faccaro nació en Argentina el 3 de julio de 1931. Se formó en la Escuela Nacional de Bellas Artes Prilidiano Pueyrredón, actualmente Universidad Nacional de las Artes - UNA, en la década de 1950. Posteriormente cursó en la Facultad de Letras de la Universidad Nacional de San Antonio Abad del Cusco, en Perú, país donde conoció a su cónyuge, el arqueólogo peruano Luis Federico Barreda Murillo. Con él tuvo dos hijos, la artista argentina Fabiana Barreda y  Luis Octavio Barreda Faccaro. Abuela de Vladimir Zantleifer Barreda. Su interés por la crítica del arte se profundiza a partir de su participación en los seminarios de formación del Instituto Di Tella y del Museo Nacional de Bellas Artes y a través de la revista especializada "Ver y Estimar", puesto que para la época, no existía la carrera de Historia del Arte ni escuelas de crítica. Luego en los 70 se dedicó además de la curaduría de la Fundación Lorenzuti, a organizar actividades paralelas a las exhibiciones sobre diversos temas con puntos de contacto en las obras, haciendo énfasis en arqueología, antropología americana y arte argentino contemporáneo.
Pionera de la crítica del arte, junto a Marta Traba, Nelly Richards, Rosa María Ravera, Elena Oliveras y Victoria Vrlichak. Integró la Asociación Argentina de Críticos de Arte (AACA), la Asociación Internacional de Críticos de Arte, la Asociación Argentina de Estética y la Asociación de Interacción de Arte y Psicoanálisis. Desde 1979 hasta 2000, realizó críticas de arte y escribió en la sección cultural del Diario Clarín, periódico de alcance nacional. En 1995 formó parte de la redacción de la revista especializada Magenta. Organiza las “Primeras Jornadas de Arte Argentino Contemporáneo” en 1986. En 1988, fue directora del innovador proyecto La Mujer en la Plástica Argentina, que se realizó en el Centro Cultural Las Malvinas, en donde homenajea a mujeres clave del arte argentino como Lola Mora, Alicia Peñalba, Lucía Pacenza, Inés Vega, Diana Dowek, Eugenia Belín Sarmiento, Germaine Derbecq, Aída Carballo, Procesa del Carmen Sarmiento y Mireya Baglietto, entre otras. Fue miembro de la Comisión Organizadora de la “Exhibición Permanente de Artistas Plásticos con la Ciencia” en la Comisión Nacional de Energía Atómica. En 1994 obtuvo una beca de la Fundación Interfas para participar del Congreso Nuevos Paradigmas, Cultura y Subjetividad.  
Su trayectoria como docente inicia en la misma institución donde se formó, Escuela Nacional de Bellas Artes Prilidiano Pueyrredón y luego en la Facultad de Arquitectura de la Universidad Nacional de Cusco. Fue titular de la cátedra de posgrado "Sistemas de representación pictórica en el arte contemporáneo", en la carrera de Medios y Tecnologías para la Producción Pictórica de la Universidad Nacional de Artes Visuales. También fue profesora de Crítica de Arte en la Maestría de Educación Artística de la Facultad de Arte y Humanidades de la Universidad Nacional de Rosario .
Su metodología de trabajo consistía en realizar en principio un análisis plástico de las imágenes, luego el plano lingüístico y estético, para finalmente abordar la obra desde la sociología del arte, utilizando como marco teórico el postestructuralismo francés, Michel Foucault, Roland Barthes, Gilles Deleuze, Félix Guattari. Sumando a la mirada teórica los conceptos de arquetipo e inconsciente colectivo de Carl Gustav Jung, en relación con la mirada esotérica de Xul Solar.

## Premios y reconocimientos
- Premio de la Asociación Argentina de Críticos de Arte. (1986)
- Premio UNESCO al "Proyecto Tierra, revalorización de las Culturas Precolombinas" como parte del II Congreso Interamericano para el Desarrollo de la Cultura. (1990)
- Premio de la Sociedad Argentina de Artistas Plásticos. (1992)
- Premio Alicia Moreau de Justo. Buenos Aires, Argentina. (1995)
- Premio Mujeres Gems. Miami, Estados Unidos. (1999)
- Medalla al Mérito de la Asociación de Artistas Plásticos del Cusco, Perú. (2006)[3]

## Jurado
- Konex de Artes Visuales, Argentina. (1992)
- 21° y 22°, Internacional de Graphic Art. Ljubljana, Eslovenia (1995 y 1997)
- 4° Congreso de la Unión del Centro Andino de Arquitectos (Jujuy, 1996)
- 2° Bienal de Arte Naif, Argentina. (1996)
- 61° International Biennial Print, Drawing Exhibit R.O.C. Taiwán, Taipéi.
- 4°, 5° y 6° Bienal de Arte Sacro, Ciudad de Buenos Aires, Argentina.
- 1°, 2°, 3°, 5°, 10° y última Bienal de Arte Textil 2008, Secretaría de Cultura de la Nación, Argentina.[3]
- 3° Premio Nacional de Pintura Banco Central. Museo Nacional de Bellas Artes. 2009.[12]

## Curadora
- Colección Citibank de Arte Argentino en conjunto con el Ministerio de Relaciones Exteriores. Exhibición itinerante en Brasil, Venezuela, Colombia, Paraguay, Uruguay, México, Colombia, y Perú (1986 - 1988)
- Concurso de Escultura del Centenario Henry Moore. Museo Nacional de Bellas Artes, Buenos Aires, Argentina (1998)
- Primera Bienal de Arte Contemporáneo. Florencia, Italia (1997)

## Publicaciones
- Autora del libro Arte textil argentino hoy. Prólogo de Rafael Squirru. Argentina (1996)
- Varios de sus ensayos se encuentran publicados en Arte trascendental argentino [13] (1999) y en compilados sobre artistas plásticos argentinos.
- Co-autora de Por los senderos del arte argentino junto a Daniel Pérez, Ana Piasek y Julio Sapollnik[14] (2014).

"Es necesario advertir la importancia que ha tenido la concepción ‘borgeana’ del pensamiento circular del tiempo en su obra. El uso de la línea y sus ritmos internos y en esa peculiaridad que se consolida en los relieves gráficos de sus ensamblados orgánicos y geométricos que la artista elabora aludiendo a su camino, su travesía, sus rastros. Cristalización de la geometría, meandros sinuosos en la circularidad de la tensión espacial. La visión de restos fósiles en un jardín de arena denotan ese paso de la vida. La vibración y la quietud petrificada, nos permite colocarnos como espectadores del proceso de la creación. Detención y movimiento, circularidad cambiante, imprevista, ríos sugerentes, intervalos arrítmicos, asimetrías que se visualizan desde un espacio cósmico, al igual que los desiertos pampeanos de Nazca."  Crítica de Rosa Faccaro sobre obra de Mabel Rubli “De manuscritos y laberintos”. Catálogo del Ministerio de Educación de la Nación